# 玉川太福
玉川 太福（たまがわ だいふく、1979年8月2日 - ）は、日本浪曲協会および落語芸術協会所属の浪曲師。日本浪曲協会理事。新潟県新潟市出身。本名∶古俣 太。出囃子は『越後獅子』。

## 人物・来歴
幼少の頃よりお笑い番組が好きで、小学生の頃より将来はコント作家になると決めていたという。新潟県立新潟高等学校を経て、千葉大学法経学部経済学科卒業。高校・大学時代はラグビー等に励み、大学卒業後、制作プロダクションの作家養成セミナーに通い、放送作家事務所の現場で企画立案やリサーチャーなどをしていたが、希望していたコントを書く事などは望まれておらず、「自分で舞台に立てば自らの台本がすぐにやれる」との思いで、ユニットを組み舞台でコントを始める。当時一緒に活動していたお笑い芸人としては、マッサジルなどがいる。身長183センチ。
その活動の中、五反田団などの現代口語演劇に魅了され、その縁で親交を持った俳優・村松利史の勧めで落語を聴きに寄席に通い、さらに浪曲も勧められ、後の師匠となる故・玉川福太郎の舞台を初めて聴く。その後も浪曲定席・木馬亭などに通い、本人曰く「声の力と迫力」「どストレートな芸の力」に次第に魅了されて、玉川福太郎の魅力と「自らの台本を浪曲でやってみたらどうなるか？」という興味の中で入門を決意。
2007年3月、二代目・玉川福太郎門下に入門。玉川太福（だいふく）と名付けられる。しかし同年5月、師匠・玉川福太郎が不慮の事故により他界し、入門3ヶ月足らずで師匠を失うという状況になるが浪曲師を続ける事を決意。一門預りの形で修行を続け、2007年11月、浅草・木馬亭にて初舞台を踏む（演題は「不破数右衛門 芝居見物」）。以来、数少ない「関東節」を唸る若手浪曲師の一人として活動する。また国本武春の提案により、澤雪絵、浪花亭友歌、東家一太郎らと結成した「もぎたてカルテット」や、東家一太郎、東家孝太郎、澤勇人ら若手男性浪曲師と共に結成した「浪曲チームHAIDAKO」などの浪曲ユニットでも活動。日本浪曲協会主催の浪曲定席などの出演の他、カフェや居酒屋、各種ライブスペースなどで浪曲会を開催、出演をしている。
師匠不在の中、節の稽古は大利根勝子が面倒を見た。月に一度片道3時間かけて勝子の住む前橋市に通って行う稽古を2013年まで続けた。
2012年、日本浪曲協会の理事に選出される。11月、国際交流基金主催(ジャパンファウンデーション)の韓国公演に参加。2013年9月、勉強会の拠点としていた西荻窪で一日3会場での浪曲会「第一回西荻浪曲フェスティバル」を開催。10月、浅草・木馬亭にて浪曲界において「年季明け」と言える「玉川太福名披露目興行」が行われた。
2015年12月、第1回渋谷らくご大賞（創作大賞）を受賞。近年は、創作ユニットソーゾーシーに参加（他に瀧川鯉八、春風亭昇々、立川吉笑）、活動している。浪曲界の若手代表として「浪曲は高齢者のもの」という固定観念を壊す活躍ぶりを見せている。
ケレン（笑い）の演目を中心に古典のほか、新作浪曲にも多く取り組む。現在、曲師を主に担当するのは「おかみさん」（師匠・玉川福太郎夫人）の玉川みね子。
2019年2月1日付で、落語芸術協会に加入（春風亭昇太一門）。正式加入以前から落語芸術協会の定席興行に客演として出演することもあった。
2022年8月、自身のTwitterで弟子をとったことを明らかにした。
2025年、落語芸術協会・新宿末廣亭一月下席夜の部で初めて主任を務めることとなった。浪曲師による落語定席での主任は、芸協前身の日本芸術協会に所属していた二代目広沢菊春以来約60余年ぶりとなる。

## 持ちネタ

### 古典
- 「天保水滸伝」より『鹿島の棒祭』『繁蔵の売り出し』『笹川の花会』 - 玉川のお家芸とされる
- 「太閤記」より『日吉丸』『長短槍合戦』
- 「寛永三馬術」より『愛宕山梅花の誉』
- 「忠臣蔵 義士銘々伝」より『不破数右衛門 芝居見物』
- 「忠臣蔵 大石東下り」より『竹林の粗忽』
- 「清水次郎長伝」より『石松代参』
- 『松坂の宿（真柄のお秀）』
- 『青龍刀権次』 - 玉川の得意演題
- 『阿漕ヶ浦』
- 『大浦兼武』
- 『出世の草蛙』
- 『阿武松緑之助』
- 「祐天吉松」より『飛鳥山親子対面の場』
- 『原敬の友情』
- 『陸奥間違い』
- 『五郎正宗少年時代』
- 「天保六花撰」より『河内山と直次郎』

### 新作浪曲
- 『地べたの2人』シリーズ「10年」「おかず交換」「湯船の二人」「配線ほぐし」「道案内」「おかずの初日」「夏の虫」「深夜寄席」（作・玉川太福）
- 『銭湯激戦区』（作・玉川太福）
- 『自転車水滸伝』シリーズ「ペダルとサドル」「サドルの最期」（作・玉川太福）
- 『新弟子〜痩せた力士たちの青春〜』（共作）
- 『人情深川夫婦甘酒』(作・飯田豊一）
- 『南方熊楠〜熊楠、いざロンドン参上！〜』（作・行田憲司）
- 『非正規雇用2012』
- 『浪曲紹介浪曲』
- 『新郎新婦なれ初め浪曲』
- 『男はつらいよ』シリーズ（作・山田洋次　脚本・大西信行）
- 『悲しみは埼玉に向けて』（作・三遊亭円丈）
- 『任侠流れの豚次伝』（任侠流山動物園シリーズ）（作・三遊亭白鳥）
- 『祐子のスマホ』 - 現役最高齢の曲師・玉川祐子のガラケーからスマホへの機種変更を描いた珍道中
- 『サカナ手本忠臣蔵』 - 塩冶高定をアサリ、高師直をボラと登場人物が魚介類になっている。「食誘う 醤油がかかる 我はバター、半分残りを 酒蒸しにせん」の辞世で切腹後、光明寺でなくしながわ水族館に運ばれる[12]

## 出演番組

### テレビ番組
- NHK東西浪曲特選（NHKEテレ）
- 笑点（2018年7月15日、日本テレビ） - 演目は『銭湯激戦区』
- WAGEIのじかん（2024年3月17日 - 、テレ朝チャンネル1） - アシスタントは市川美織
- NHK浪曲特選・夏（2024年7月14日、NHKEテレ）
- まるどりっ!UP OneUPグルメコーナー（2024年10月12日、新潟テレビ21）[13]

### ラジオ
- 安住紳一郎の日曜天国（2017年4月16日、TBSラジオ） - フシ付けの可能性の一つとして、天気予報浪曲を披露した[14]
- 浪曲十八番（NHK-FM）
- ON THE PLANET（2019年4月3日 - 2022年3月30日、JFN、TOKYO FM） - 火曜パーソナリティ

### 配信番組
- WAGEI（2020年3月29日 - 、テレ朝動画）

## CD
- 『熊楠、いざロンドン参上』（2012年）
- 『浪曲　玉川太福の世界（新作編）』（2018年、ソニーミュージックダイレクト、MHCL-2792） - 地べたの二人「おかず交換」「道案内」「配線ほどき」「湯船の二人」
- 『浪曲　玉川太福の世界（古典編）』 （2018年、ソニーミュージックダイレクト、MHCL-2791）-「若き日の大浦兼武」「青龍刀権次（二） 召し捕り」「天保水滸伝　鹿島の棒祭り」

## DVD
- 『講談浪曲大公演』（2021年、嘴広企画） - 共演：神田松鯉（2020年10月29日、嘉穂劇場にて収録）

## 書籍・雑誌
- 『浪曲師 玉川太福読本』CDジャーナル2月号別冊 （2019年12月、音楽出版社） ISBN 9784801941953 [15]
- 『玉川太福 私浪曲 唸る身辺雑記』 （竹書房） 2025年1月 ISBN 9784801941953 [16]

## アプリ
- 富岡製糸場音声ガイドアプリ 国宝「西置繭所」浪曲ガイド（2022年、案内役[17]）

## 受賞
- 2017年 文化庁芸術祭新人賞[18]
- 2020年 浅草芸能大賞新人賞[19]
- 2022年 令和3年度花形演芸大賞銀賞[20][21]
- 2023年 令和4年度彩の国落語大賞特別賞（受賞演目『男はつらいよ第二十作 寅次郎頑張れ！』）[22]

## 弟子
- 玉川 わ太（わだい）
  - 落語芸術協会前座。2023年3月から楽屋入りし、芸協の定席寄席で落語家や講談師とともに前座修業を行っている。2023年7月17日の浅草演芸ホール・落語芸術協会定席興行で（落語主体の東京の）定席寄席で浪曲師の前座として初めて開口一番を務めた（曲師は太福も担当する玉川みね子が務めた）[23]。
- 玉川 き太（きだい）
  - 落語芸術協会前座。2023年11月より楽屋入りし、芸協の定席寄席で落語家や講談師とともに前座修業を行っている。